# 鸡娃草
鸡娃草（学名：Plumbagella micrantha）为白花丹科鸡娃草属下的一个种。